# دير أوزرين

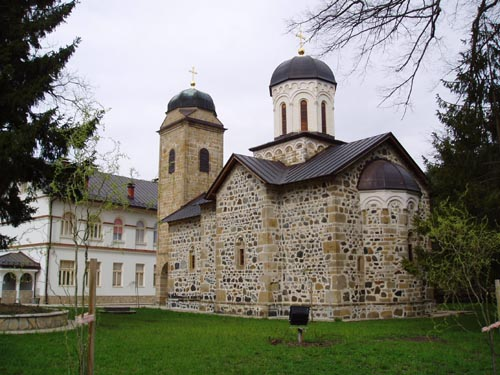
كنيسة دير أوزرين

دير أوزرين (الصربية السيريلية: Манастир Озрен) هو دير صربي أرثوذكسي مخصص للقديس نيكولاس، ويقع على بعد 6 كيلومترات من مدينة بتروفو في شمال جمهورية صربسكا، البوسنة والهرسك. إنه المركز الروحي لمنطقة جبل أوزرين. ربما تأسست في النصف الثاني من القرن السادس عشر،خلال مكتب البطريرك الصربي ماكاريج سوكولوفيتش، الذي حصل على إذن من سلطان الإمبراطورية العثمانية لتجديد وبناء الكنائس والأديرة. تقول التقاليد الشعبية، التي تشكلت في القرن الثامن عشر، إن دير أوزرين أسسه الملك دراجوتين، وهو أحد أفراد أسرة نيمانيك الصربية، التي حكمت شمال شرق البوسنة من عام 1284 إلى عام 1316.
تم رسم اللوحات الجدارية في كنيسة الدير في أوائل القرن السابع عشر. بعد الحرب التركية الكبرى (1683-1699)، وقع الدير في حالة سيئة. بدأ تجديد الكنيسة في عام 1842، بعد أن سمحت بها السلطات العثمانية. تم بناء برج الجرس خارج الكنيسة في عام 1872. وتم تجديد الكنيسة أيضًا في عامي 1920 و1996. ومن بين أيقوناتها رسم بيتا في القرن السابع عشر من قِبل إيمانويل لامباردوس، وهو رسام في مدرسة كريتي. وتم تعيين دير أوزرين كنصب تذكاري وطني للبوسنة والهرسك في عام 2003.